# Андрій Шміґельський
Андрі́й Шміґе́льський  (А́ндрух Шмиге́льський; 1866, с. Залужжя, нині Тернопільського району Тернопільської області — наприкінці грудня 1919 / 1920, м. Проскурів, нині Хмельницький) — український селянин, громадсько-політичний, кооперативний діяч у Галичині.

## Біографія
Народився 1866 року в с. Залужжя Збаразького повіту (Королівство Галичини та Володимирії, Австрійська імперія, нині Тернопільського району Тернопільської області, Україна).
Був селянином. Спершу належав до Русько-української радикальної партії. 1899 року став співзасновником і провідним діячем Української соціал-демократичної партії (УСДП). 1902 року став одним з організаторів селянських страйків у Збаразькому повіті.
Співробітник (журналіст, друкувався) журналу «Народ» (соціалістичне видання у Львові 1890—1894 рр.), пізніше «Землі й Волі» та інших соціал-демократичних газет.
Іван Франко, після свого приїзду до Тернополя 24 травня 1896 року перебуваючи на Збаражчині, зупинявся в помешканні Шміґельського. 16 травня 1898 року пан Андрій разом з Павлом Думкою та іншими товаришами зустрічав Івна Франка та Леся Мартовича, які прибули до Тернополя.
У 1907 (1908)—1913 роках рр. — посол до Галицького сейму (обраний у вересні 1907 року як кандидат від УСДП; став першим (єдиним за всю історію Галицького Сейму, обраний на додаткових виборах після смерті Дмитра Остапчука) соціал-демократом у Сеймі).
1918—1919 рр. — делегат Української Національної Ради ЗУНР від повіту Збараж (член Президії (управи), заступник голови — Евгена Петрушевича). У складі делегації Української Національної Ради 22 січня 1919 року брав участь в урочистому проголошенні Акта Злуки УНР і ЗУНР у Києві та в роботі Трудового конгресу України.
Разом з багатьма іншими галицькими діячами переїхав за Збруч до Кам'янця на Поділлі в червні–липні 1919 року. 23 вересня 1919 року писав своєму товаришеві Остапчуку, зокрема, що «…тутки страшна дороговизна… вижити приходить ся дуже круто. Мешканє треба платити по 13 карбованців денно — а щоб прогодувати себе, то дуже ощадно буде коштувати денно 60–70 карбов. Про одежу і обув — страшно подумати. Аби на зиму зодягнутися і взутися треба зо 20 тисяч карбов. виложити. За зимові квартири з опалом вже тепер співають по 2/3 тисячі карбованців місячно».
Воював у складі Збаразького куреня 17-ї бригади УГА.
Помер від тифу наприкінці грудня 1919 року (за іншими даними, 1920 року) в м. Проскурові (нині Хмельницький), де й похований на одному з цвинтарів.